# Grandview (Wisconsin)
Grandview è un comune degli Stati Uniti, situato in Wisconsin, nella Contea di Bayfield.